# Jean-Chrysogone Guigue de Champvans
Jean-Chrysogone Guigue de Champvans est un homme politique français, né le 21 décembre 1813 à Champvans (Doubs) et mort le 16 février 1900 à Maisod (Jura). 
Il est cofondateur, en 1843, et Rédacteur-en-chef du Bien public, organe de l'opposition dans la Saône-et-Loire, dont Lamartine est le président de l'Assemblée de actionnaires et fondateurs.  
Nommé préfet de l'Ain le 29 février 1848, il perd ses fonctions le 28 mars de la même année, lorsqu'il est remplacé par Albert Hugon, nommé par la Deuxième République.  

## Mandats et fonctions
- Commissaire du gouvernement de l'Ain (1848)
- Député de l'Ain (1848-1849)
- Préfet du Gard (1871-1876)
- Inspecteur des enfants assistés de la Seine